# Adam Fellner
Adam Fellner (* 10. August 1993 in Jeseník) ist ein tschechischer Skilangläufer.

## Werdegang
Fellner, der für den Fenix Ski Team Jesenik startet, nahm im Dezember 2010 erstmals in Horní Mísečky am Slavic Cup teil und belegte dabei den 52. Platz über 10 km klassisch. Sein Debüt im Weltcup hatte er im Februar 2012 in Nové Město, das er auf dem 62. Platz im 30-km-Massenstartrennen beendete. Bei den Nordischen Junioren-Skiweltmeisterschaften 2013 in Liberec kam er auf den 60. Platz im Skiathlon, auf den 54. Rang über 10 km Freistil und auf den 13. Platz mit der Staffel. Seine besten Ergebnisse bei der Winter-Universiade 2013 in Lago di Tesero waren der 40. Platz über 10 km Freistil und der fünfte Rang mit der Staffel. In der Saison 2013/14 erreichte er mit zwei Top-Zehn-Platzierungen, darunter Platz zwei über 10 km Freistil in Štrbské Pleso, den achten Platz und in der Saison 2014/15 mit drei Top-Zehn-Platzierungen, darunter Rang drei über 15 km klassisch in Nové Město, den neunten Platz in der Gesamtwertung des Slavic Cups. Ende Januar 2015 holte er bei der Winter-Universiade in Štrbské Pleso die Bronzemedaille mit der Staffel. Zudem errang er dort den 31. Platz über 10 km klassisch und den 14. Platz im 30-km-Massenstartrennen. Im folgenden Jahr lief er bei den U23-Weltmeisterschaften 2016 in Râșnov auf den 45. Platz im Sprint, auf den 27. Rang über 15 km Freistil und auf den 26. Platz über 15 km klassisch. In der Saison 2016/17 kam er im Slavic Cup bei allen sechs Teilnahmen unter die ersten Zehn und gewann damit die Gesamtwertung. Dabei errang er in Jablonec nad Nisou den dritten Platz über 10 km klassisch und holte im Verfolgungsrennen tags darauf seinen ersten Sieg im Slavic Cup. Bei der Winter-Universiade 2017 in Almaty belegte er den 20. Platz über 10 km klassisch und den 12. Rang im 30-km-Massenstartrennen. Bei den Nordischen Skiweltmeisterschaften 2019 in Seefeld in Tirol lief er auf den 51. Platz im Skiathlon, auf den 49. Rang über 15 km klassisch und auf den 11. Platz mit der Staffel. In der Saison 2019/20 holte er mit dem 47. Platz bei der Tour de Ski 2019/20 seine ersten Weltcuppunkte.
Nach Platz 64 beim Ruka Triple und Rang zwei über 10 km klassisch beim Slavic Cup in Zakopane zu Beginn der Saison 2020/21, errang er bei der Tour de Ski 2021 den 47. Platz und erreichte zum Saisonende den fünften Platz in der Gesamtwertung des Slavic Cups. Seine besten Resultate beim Saisonhöhepunkt, den Nordischen Skiweltmeisterschaften 2021 in Oberstdorf, waren der 26. Platz im Skiathlon und der 11. Rang mit der Staffel. In der Saison 2021/22 kam er bei der Tour de Ski 2021/22 auf den 35. Platz und nahm bei den Olympischen Winterspielen 2022 in Peking an vier Rennen teil. Seine besten Platzierungen dabei waren der 31. Platz über 15 km klassisch und der 12. Rang mit der Staffel.

## Siege bei Continental-Cup-Rennen
| Nr. | Datum            | Ort                | Disziplin                 | Serie      |
| --- | ---------------- | ------------------ | ------------------------- | ---------- |
| 1.  | 26. Februar 2017 | Jablonec nad Nisou | 10 km Freistil Verfolgung | Slavic Cup |
| 2.  | 12. März 2022    | Štrbské Pleso      | 15 km klassisch           | Slavic Cup |
| 3.  | 13. März 2022    | Štrbské Pleso      | 15 km Freistil            | Slavic Cup |